# Естеван (Саскачеван)
Е́стеван (англ. Estevan) — містечко (17,56 км²) в провінції Саскачеван у Канаді. Містечко налічує 11 258 мешканців (2016), площа 574,4 /км².

## Клімат
Містечко знаходиться у зоні, котра характеризується вологим континентальним кліматом з теплим літом. Найтепліший місяць — липень із середньою температурою 19.5 °C (67.1 °F). Найхолодніший місяць — січень, із середньою температурою -14.8 °С (5.4 °F).
| Клімат Естевана         | Клімат Естевана | Клімат Естевана | Клімат Естевана | Клімат Естевана | Клімат Естевана | Клімат Естевана | Клімат Естевана | Клімат Естевана | Клімат Естевана | Клімат Естевана | Клімат Естевана | Клімат Естевана | Клімат Естевана |
| Показник                | Січ.            | Лют.            | Бер.            | Квіт.           | Трав.           | Черв.           | Лип.            | Серп.           | Вер.            | Жовт.           | Лист.           | Груд.           | Рік             |
| Абсолютний максимум, °C | 10              | 12              | 26              | 32              | 36              | 38              | 43              | 41              | 38              | 32              | 21              | 15              | 43              |
| Середній максимум, °C   | −9,4            | −5,2            | 1,4             | 11,5            | 18,9            | 23,4            | 26,5            | 26              | 19,3            | 12,2            | 0,7             | −6,5            | 9,9             |
| Середня температура, °C | −14,8           | −10,4           | −3,8            | 5               | 12,1            | 16,8            | 19,5            | 18,6            | 12,4            | 5,6             | −4,3            | −11,7           | 3,7             |
| Середній мінімум, °C    | −20,1           | −15,5           | −9              | −1,6            | 5,1             | 10,2            | 12,5            | 11,3            | 5,4             | −1              | −9,4            | −16,9           | −2,4            |
| Абсолютний мінімум, °C  | −42             | −46             | −36             | −25             | −10             | −3              | 0               | −3              | −11             | −19             | −32             | −39             | −46             |
| Норма опадів, мм        | 17              | 15              | 23              | 29              | 56              | 76              | 65              | 50              | 44              | 24              | 18              | 17              | 433             |
| Днів з опадами          | 10,5            | 8,6             | 9,3             | 8,3             | 11,3            | 12,5            | 10,8            | 10              | 9               | 6,7             | 7,6             | 9,7             | 114,4           |
| Днів з дощем            | 0,5             | 0,8             | 2,8             | 5,8             | 11              | 12,5            | 10,8            | 10              | 8,7             | 5,3             | 1,6             | 1               | 70,9            |
| Днів зі снігом          | 11,4            | 8,9             | 7,7             | 3,8             | 0,9             | 0               | 0               | 0               | 0,5             | 2,1             | 6,8             | 10,2            | 52,3            |
| Вологість повітря, %    | 91              | 91              | 88              | 71              | 63              | 69              | 67              | 65              | 65              | 73              | 86              | 94              | 77              |
| ----------------------- | --------------- | --------------- | --------------- | --------------- | --------------- | --------------- | --------------- | --------------- | --------------- | --------------- | --------------- | --------------- | --------------- |
| Джерело: Weatherbase    |                 |                 |                 |                 |                 |                 |                 |                 |                 |                 |                 |                 |                 |

## Відомі особистості
В поселенні народився:
- Тодд Кернс (* 1967) — канадський музикант.